# Hungund (Rural), Hungund
Hungund (Rural) là một làng thuộc tehsil Hungund, huyện Bagalkot, bang Karnataka, Ấn Độ.